# Eddy Le Huitouze
Eddy Le Huitouze (* 3. April 2003 in Lorient) ist ein französischer Radrennfahrer, der Rennen auf Bahn und Straße bestreitet.

## Sportlicher Werdegang
Eddy Le Huitouze entstammt einer Radsportfamilie: Sein Vater, sein Onkel und sein Cousin waren in der Bretagne bekannte Amateurrennfahrer. Seinen Vornamen erhielt er als Hommage an Eddy Merckx. Schon als Jugendfahrer errang er Meistertitel in verschiedenen Altersklassen.
2020 wurde Le Huitouze französischer Junioren-Meister im Straßenrennen. Bei den Junioren-Europameisterschaften 2021 errang er gemeinsam mit Grégory Pouvreault, Emmanuel Houcou und Alexandre Boxe die Silbermedaille in der Mannschaftsverfolgung und wie schon im Jahr zuvor Bronze im Omnium. Im selben Jahr belegte er Rang drei bei den Junioren-Europameisterschaften auf der Straße. Bei den UCI-Straßen-Weltmeisterschaften 2021 wurde er Fünfter im Einzelzeitfahren der Junioren.
Im April 2022 gehörte Le Huitouze der französischen Mannschaft an, die bei dem Lauf des UCI Track Cycling Nations’ Cup in Glasgow in der Mannschaftsverfolgung den ersten Platz belegte. Auf der Straße wurde er zur Saison 2022 Mitglied in der Equipe continentale Groupama-FDJ. Bei den UEC-Straßen-Europameisterschaften 2022 gewann er erneut eine Bronzemedaille im Einzelzeitfahren, dieses Mal in der U23. Im selben Jahr wurde er nationaler U23-Meister im Einzelzeitfahren.

## Ehrungen
2018 sowie 2019 wurde Eddy Le Huitouze mit dem Vélo d’Or für Jugendliche ausgezeichnet; 2021 stand er in der Kategorie der Junioren auf dem Podium.

## Erfolge

### Straße
2020
- Französischer Junioren-Meister – Straßenrennen

2021
- Junioren-Europameisterschaft – Einzelzeitfahren

2022
- U23-Europameisterschaft – Einzelzeitfahren
- Französischer U23-Meister – Einzelzeitfahren

### Bahn
2020
- Junioren-Europameisterschaft – Omnium

2021
- Junioren-Europameisterschaft – Mannschaftsverfolgung (mit Grégory Pouvreault, Emmanuel Houcou und Alexandre Boxe)
- Junioren-Europameisterschaft – Omnium
- Französischer Junioren-Meister – Verfolgung

2022
- Nations’ Cup in Glasgow – Mannschaftsverfolgung (mit Benjamin Thomas, Thomas Denis und Corentin Ermenault)
- U23-Europameisterschaft – Mannschaftsverfolgung (mit Clément Petit, Nicolas Hamon und Clément Cordenos)